# Musonia lineata
Musonia lineata är en bönsyrseart som beskrevs av Lucien Chopard 1911. Musonia lineata ingår i släktet Musonia och familjen Thespidae. Inga underarter finns listade i Catalogue of Life.